# Dragon Ball: Sparking! Zero
Dragon Ball: Sparking! Zero (ドラゴンボール Sparking! ZERO, Doragon bōru: Supākingu! Zero, littéralement « Dragon Ball : Étincelle ! Zéro ») est un jeu vidéo de combat développé par Spike Chunsoft et édité par Bandai Namco Entertainment se déroulant dans l'univers fictif de la saga Dragon Ball, sorti en octobre 2024 à l'international sur Microsoft Windows et les consoles PlayStation 5 et Xbox Series.
Cet épisode est la suite directe du jeu Dragon Ball Z: Budokai Tenkaichi 3 sorti 17 ans auparavant sur PlayStation 2, et le premier à sortir sous le nom original de Sparking! en dehors du Japon.  

## Système de jeu

### Généralités
Dragon Ball: Sparking! Zero est un jeu de combat. Dans les paramètres du jeu, le joueur peut adopter l'un des deux types de commandes : standard ou classique, ce dernier activant des commandes semblables à celles des précédents opus Budokai Tenkaichi parus sur PlayStation 2.

### Modes de jeu

#### Épisode de combat
Le mode « Épisode de combat » permet aux joueurs de retracer l'histoire des différentes sagas des séries Dragon Ball Z  et Dragon Ball Super à travers les yeux de huit personnages différents, en passant de la saga Saiyans jusqu'à l'arc du Tournoi du Pouvoir.
Ce mode propose l'ajout de choix dans les dialogues du jeu, permettant ainsi aux joueurs de faire leurs propres réinterprétations des scènes mythiques du manga et de l'anime. Ces scénarios alternatifs dit « What-if ? » (« Et-si ? ») sont le cœur de ce mode histoire.

#### Combat personnalisé
Le mode « Combat personnalisé » est un mode de jeu inédit dans les jeux Dragon Ball. En effet, il permet de créer ses propres combats, ses propres scénarios alternatifs. Ce mode de jeu dispose de divers outils permettant aux joueurs de choisir et de personnaliser l'écran de titre du combat mais également les musiques, les animations des personnages ou encore les dialogues.

### Personnages jouables
Plus de 180 personnages, transformations incluses, sont jouables dès la sortie du jeu. Du contenu additionnel a été ajouté, en lien avec le film Dragon Ball Super: Super Hero et la série Dragon Ball Daima.

## Développement
Le projet débute vers 2019.
Le jeu est dévoilé pour la première fois le 6 mars 2023 à l'occasion de la Dragon Ball Games Battle Hour, un événement consacré aux divers jeux vidéo et jeux de cartes de la franchise. La bande-annonce dévoile le personnage de Son Goku se transformant en Super Saiyan Blue sur la planète Namek. Le titre du jeu est quant à lui confirmé durant la cérémonie des Game Awards 2023.
Dragon Ball: Sparking! Zero est un épisode de la licence Dragon Ball Z: Budokai Tenkaichi. Néanmoins, l'éditeur annonce ne pas avoir appelé son jeu Budokai Tenkaichi 4 afin de ne pas semer la confusion pour les nouveaux joueurs. En effet, le jeu sort 17 ans après le dernier Tenkaichi et se démarque du fait qu'il reprenne le nom original japonais de la licence : Sparking!. Le titre se nomme donc Dragon Ball: Sparking! Zero comme pour signifier un retour aux sources pour la licence, sans tomber dans le reboot.
Enfin, le titre perd le Z de Dragon Ball Z pour signifier que le jeu englobe toutes les séries diffusées à ce jour, à savoir Dragon Ball, Dragon Ball Z, Dragon Ball GT, Dragon Ball Super, et Dragon Ball Daima.
C'est au cours du Summer Game Fest 2024 que la date de sortie mondiale du jeu est fixée au 11 octobre 2024.
Le jeu est conçu à partir du moteur Unreal Engine.

## Accueil

### Ventes
Dragon Ball: Sparking! Zero a été très attendu avant sa sortie par les fans de la licence. Plusieurs semaines avant son lancement, le jeu est classé à plusieurs reprises « jeu le plus précommandé » sur les magasins en ligne Steam et PlayStation Store. 
Selon l'éditeur Bandai Namco Entertainment, Dragon Ball: Sparking! Zero s'est écoulé à plus de trois millions d'exemplaires toutes plates-formes confondues en l'espace de 24 heures. Au Japon, après une semaine de commercialisation, le jeu cumule près de 64 000 ventes. Fin octobre, selon les données du NPD Group, Dragon Ball: Sparking! Zero devient le jeu de sa franchise le plus vendu aux États-Unis en termes de valeur de ventes. À la mi-novembre 2024, l'éditeur japonais rapporte que la part des ventes en région américaine et européenne représente environ 90 % du volume global. 